# ミラーマンREFLEX
『ミラーマンREFLEX』（ミラーマンリフレックス）は、2006年に発売された特撮オリジナルビデオ。全3話。先行して劇場公開されたことから、映画作品として扱われることもある。

## 概要
1971年から1972年にかけて放映された、円谷プロダクションの特撮テレビドラマ『ミラーマン』のリメイク作品である。原典のニュアンスを新規解釈したものとなっており、原典から「鏡の世界」「光と闇の戦い」などの要素を作品の中核として引き継ぎつつ、鬼道の概念に当てはめた大人向けのハードSFアクションとして仕上げられている。
主役ヒーローのミラーマンREFLEXのデザインは、原典に登場するミラーマンの検討用初期デザイン（テレビ用の決定デザインではなく、1969年に小学館の学習雑誌に連載された森藤よしひろによるもの）をモチーフにしている。また、敵である邪仙も原典に登場する怪獣をリファインしており、劇中での名前の他に「（オリジナル怪獣名）2006」という別名がつけられている。

## ストーリー
鏡の世界である幽世（）には、神仙と邪仙が潜んでいた。ある時、顕界（）に邪仙を呼び出し、顕界の支配を企む者が現われる。美少女の百襲（）は、7年前に死んだ父・影山恭太郎により、神仙の力を幽世から得るための“帰神の儀”を行なうことができる審神者（）として転生した。幽世から戻ってきた影山鑑は、ももそによって“帰神の儀”を受け、鏡の武神=ミラーマンに変身する。2人は幽世の邪仙による謀略を阻止し、邪仙から人々を守るため、邪仙を退治する宿命を負って闘い続ける。しかし、ももその能力を何者かが悪用しようとしていた。

## 登場キャラクター

### ミラーマンREFLEX
影山鑑が審神者ももその帰神の儀によって変身した鏡の武神。審神者なしで変身した場合は邪仙に取り憑かれて人鬼になる危険を伴う。
ももその古代鏡から放射された光を浴びることで、鑑が鏡の武神と一体化することで巨大化し、変身する。
古代剣と左右一対のミラーナイフを武器とする。

### 邪仙
鏡の世界「幽世」に棲む怪物。人間に取り憑いて人鬼と化して顕界で暴れまわる。巨大化能力を有するものと、持たないものが存在する。

邪仙 朱厭（）（キティファイヤー2006）
FOCUS1に登場。
緋呂亜佐美に取り憑こうとして人鬼に実体化寸前のところでももそに祓われ、青い炎となって消え去る。

鎧邪仙 蚩尤（）（アイアン2006）
FOCUS1に登場。
城南工業大学の南部哲朗教授が邪仙に憑依されて人鬼となった姿。鋼鉄の鎧で全身を纏い、稲妻状の光線を頭部から発射する。敵の体に鎖でつながれた拳を飛ばして巻き付け、怪力で強く締め上げる。
FOCUS3には二体目の蚩尤弐（）（アイアン2006B）が登場したが、古代剣の一撃で倒された。

棘邪仙 窮奇（）（ダークロン2006）
FOCUS2に登場。
鑑の元同僚の日本人傭兵・山下弘毅が人鬼となった姿。2本の異形の剣を両手に持ち、素早い動きを活かした攻撃を得意とする。

鬼邪仙 癘鬼（）（ゴールドサタン2006）
FOCUS3に登場。
鬼道による神代の日本の再興を目論む呪術者の男・矢尻祐一郎に手を貸していた魔導士・轡（）の真の姿である最強の人鬼。右手に鋭い剣、左腕に盾を装備し、鏡の武神以上の戦闘力を有する。

卑邪仙 魑（）
矢尻に操られる下級の邪仙。

## スタッフ
- 原作：円谷プロダクション
- 企画製作：バップ
- 制作：円谷プロダクション
- 製作：大山茂樹、長富忠裕
- 企画：江藤直行
- スーパーバイザー：満田かずほ
- 製作統括：大岡新一、大島満
- プロデューサー：表有希子、近貞博
- アソシエイトプロデューサー：今井朝幸、岡川晃基
- 音楽プロデューサー：玉川静、穂山賢一
- 音楽ディレクター：田靡秀樹
- 音楽：TAK-MI（斉藤高広×仁見哲 for FR）
- 撮影：志賀葉一
- 照明：赤津淳一
- 編集：松木朗
- 脚本：小中千昭
- 監督：小中和哉
- 配給：パップ・ゼアリズエンタープライズ

## キャスト
レギュラー
- 影山鑑：唐渡亮
- ももそ：石田未来
- 影山恭太郎：石田信之
- 緋呂亜佐美/日向神優：伊藤裕子
- 猪砂雅：三輪ひとみ
- マリス：ジーナカトウ
- 轡：北岡龍貴
- 矢尻祐一郎：小沢和義

ゲスト
- 横井肇：魚谷輝明（1）
- 南部哲朗：伊藤克信（1）
- タカシ：齋藤ヤスカ（1）
- 城南工大生：川上洋一郎（1）
- 山下弘毅：松山鷹志（2、3）
- 厭魅人形：諏訪太郎（2）
- 熊川遼：森田猛虎（2）
- 林健：山北龍二（2）
- 真壁清彦：ナガセケイ（2）
- ジャズ喫茶マスター：岡村洋一（3）
- 増田刑事：影丸茂樹（3）
- 山岡刑事：北斗潤（3）
- 優を誘う男：二月末（3）

スーツアクター
- 鏡の武神（ミラーマンリフレックス）：板垣克
- 蚩尤（アイアン2006）、癘鬼（ゴールドサタン2006）：九島洋一
- 窮奇（ダークロン2006）：田中大介

## エンディングテーマ
「RE：CALL」
作詞 - MAKKŌ / 作曲 - MASASHI、MAKKŌ / 編曲・歌 - ATTACK HAUS

## 作品リスト
オリジナルビデオ
1. 「FOCUS1 帰神 KISHIN」（2006年3月24日発売）
2. 「FOCUS2 蟲毒 KODOKU」（2006年4月26日発売）
3. 「FOCUS3 鎮魂 CHINGON」（2006年5月24日発売）

劇場版
2006年1月28日公開。オリジナルビデオ全3話を1本に再構成したものである。